# Kornat
Kornat (olaszul: Incoronata) egy sziget az Adriai-tengerben, Horvátországban. A Kornati-szigetek fő szigete. Kornat a Kornati Nemzeti Park része.

## Fekvése
Kornat a Kornati-szigetcsoport legnagyobb szigete, területe 32,44 km². Dugi Otoktól délkeletre fekszik. 25 km hosszú és 0,2–2,4 km széles. Mészkőből és dolomitból épül fel. Legmagasabb csúcsa a 235 méteres Metlina. A sziget partja tagolt, különösen a nyílt tenger felőli oldalon, a partvonalának hossza 68,8 km. Nagyobb öblök a Špinata, a Kravljacica, a Bela Lucica, a Vrulja vela és a Lopatica. 

## Népesség
Kornati települése Vrulje, Lučica és Kravljačica falucskákkal a nyugati parton fekszik.

## Nevezetességei
A szigeten, az Opat-fok északi oldalán egy név nélküli öbölben, mintegy 50 méterre a parttól és 8-42 méter mélységben, egy hajótörés maradványait találták. A hajó felszerelésének egy része még mindig a homok alatt van, és a fából készült hajó szerkezetének maradványai is megtalálhatók. A hajótörés nagyjából a 16. és 18. századi időszakban történt.

## Gazdaság
A sziget belsejében termékeny mezők találhatók (Trtuša, Tarac, Željkovac, Knežak). A szigeten időszakosan Murter és Betinje lakói élnek, akik birtokukon olajbogyót, szőlőt, fügét, meggyet, mandulát stb. termesztenek, valamint juhokat tartanak és halásznak. A sziget egy kis részét Zaglav dugi otoki falu lakói birtokolják. Jelentős az idegenforgalom.

## Növényvilág
A növényzet az északkeleti rész kivételével ritka. A sziget kis része tölgyerdővel borított.